# Gymnastický míč

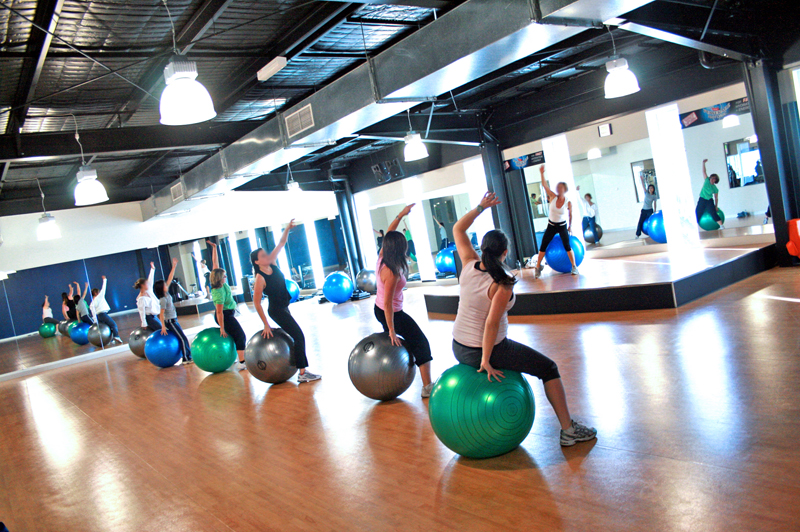
Skupina lidí cvičící na míčích

Gymnastický míč je také znám jako švýcarský míč. Je zhotoven z elastického materiálu s průměrem kolem 35 až 85 cm. Používá se ke gymnastickému cvičení a k rehabilitaci.